# Jürgen Moltmann
Jürgen Moltmann, född 8 april 1926 i Hamburg, död 3 juni 2024 i Tübingen, Baden-Württemberg, var en tysk reformert teolog. Han är särskilt känd för sin "hoppets teologi", sin kenotiska teologi, sin ekoteologi, sin befrielseteologi och sin universalism. 1965 gav Moltmann ut sitt teologiska huvudverk Hoppets teologi.
Han var emeritusprofessor i systematisk teologi vid universitetet i Tübingen.

### Huvudverk på engelska
- Theology of Hope: On the Ground and the Implications of a Christian Eschatology, SCM, London, 1967
- The Crucified God: The Cross of Christ As the Foundation and Criticism of Christian Theology, SCM, London, 1973
- The Church in the Power of the Spirit: A Contribution to Messianic Ecclesiology, SCM, London, 1975
- The Trinity and the Kingdom: The Doctrine of God, Harper and Row, New York, 1981
- God in Creation, SCM, London, 1985
- The Way of Jesus Christ, SCM, London, 1990
- The Spirit of Life: A Universal Affirmation, SCM, London, 1992
- The Coming of God: Christian Eschatology, Fortress, Minneapolis, 1996
- Experiences in Theology: Ways and Forms of Christian Theology, SCM, London, 2000

### Andra verk på engelska
- "The Lordship of Christ and Human Society," in Two Studies in the Theology of Bonhoeffer, pp. 19–94, 1967
- Theology of Joy, SCM, London, 1972 (American edition: Theology of Play, Harper & Row, New York, 1972 [note: pagination differs])
- Religion, Revolution and the Future, Charles Scribner's Sons, New York, 1969
- Hope and Planning, Harper & Row, New York, 1971
- The Gospel of Liberation, Word, Waco, Texas, 1973
- Human Identity in Christian Faith, Stanford University Press, Stanford, 1974
- Man: Christian Anthropology in the Conflicts of the Present, SPCK, London, 1974 (Reprinted as On Human Being: Christian Anthropology in the Conflicts of the Present, Fortress, Minneapolis, 2009)
- The Experiment Hope, SCM, London, 1975
- The Open Church, SCM, London, 1978 (American edition: The Passion for Life: A Messianic Lifestyle, Fortress, Philadelphia, 1978)
- Meditations on the Passion: Two Meditations on Mark 8:31-38, Paulist, New York, 1979
- The Future of Creation, SCM, London, 1979
- Experiences of God, SCM, 1980
- God–His and Hers, Crossroad, New York, 1981
- Jewish Monotheism and Christian Trinitarian Doctyine: A Dialogue by Pinchas Lapide and Jürgen Moltmann, Fortress, Philadelphia, 1981
- Following Jesus Christ in the World Today: Responsibility for the World and Christian Discipleship, Institute of Mennonite Studies, Elkhart, IN, 1983
- Humanity in God, Pilgrim, New York, 1983
- The Power of the Powerless, SCM, London, 1983
- On Human Dignity: Political Theology and Ethics, Fortress, Philadelphia, 1984
- Communities of Faith and Radical Discipleship, Mercer University Press, Macon, 1986
- Theology Today: Two Contributions Towards Making Theology Present, Trinity International, Philadelphia, 1988
- Creating a Just Future: The Politics of Peace and the Ethics of Creation in a Threatened World, Trinity International, Philadelphia, 1989
- History and the Triune God: Contributions to Trinitarian Theology, SCM, London, 1991
- Jesus Christ for Today's World, SCM, London, 1994
- Theology and the Future of the Modern World, Association of Theological Schools in the United States and Canada, Pittsburgh, PA, 1995
- The Source of Life, SCM, London, 1997
- A Passion for God's Reign, Eerdmans, Grand Rapids, MI, 1998
- Is There Life After Death?, Marquette University Press, Milwaukee, 1998
- Passion for God: Theology in Two Voices, Westminster John Knox, Louisville, KY, 2003
- Science and Wisdom, SCM, London, 2003
- In the End the Beginning, SCM, London, 2004
- A Broad Place: An Autobiography, Minneapolis, Fortress, 2009
- Sun of Righteousness, Arise! God's Future for Humanity and the World, Fortress, Minneapolis, 2010
- Ethics of Hope, Fortress, Minneapolis, 2012
- Jürgen Moltmann: Collected Readings, Fortress, Minneapolis, 2014
- The Living God and the Fullness of Life, Westminster John Knox, Louisville, KY, 2015